# O País dos Tenentes
O País dos Tenentes é um filme de drama brasileiro de 1987 dirigido e escrito por João Batista de Andrade. Protagonizado por Paulo Autran, o filme traz a história de um general que ao ser questionado sobre eventos históricos de revoluções militares o qual fez parte e marcaram a história do Brasil entra em crise pessoal relembrando os fatos de sua carreira política. O elenco conta ainda com as atuações de Carlos Gregório, Cássia Kiss, Ricardo Petraglia, Buza Ferraz e Giulia Gam.
A concepção do roteiro do filme foi realizada pelo próprio diretor, João Batista de Andrade. O diretor de fotografia responsável foi Adrian Cooper. A direção de arte é de Marcos Weinstock. Para a música, Almeida Prado assinou o contrato. Tânia Lamarca foi creditada como assistente de direção. O filme conta com recursos de orçamento fornecidos pela Embrafilme e pela iniciativa privada. O filme inclui uma encenação dramática da Revolta dos 18 do Forte de Copacabana.
O País dos Tenentes foi lançado em 29 de outubro de 1987. Fora da exibição comercial, o filme percorreu importantes festivais de cinema no país. Foi recebido com aclamação pela crítica especializada. Em sua apresentação no 20° Festival de Cinema de Brasília, em 1987, recebeu cinco prêmios, incluindo o Troféu Candango de Melhor Ator para Paulo Autran, Melhor Argumento, Melhor Direção de Arte, Melhor Trilha Sonora e Melhor Montagem.

## Sinopse
Em 1984, em meio a Campanha pelas Diretas Já, um general da reserva é homenageado por uma multinacional alemã da qual é dirigente. Uma repórter o aborda e pergunta sobre fatos históricos do país como a Revolta dos 18 do Forte de Copacabana e as Revoluções tenentistas da década de 1920 das quais o general fizera parte. A partir daí o general entra em crise pessoal recolhendo-se em sua casa de campo e começa a lembrar sua trajetória, que coincide com 60 anos de vida política brasileira.

## Elenco
- Paulo Autran...General Antonio Guilherme/"Gui"
- Carlos Gregório...Sérgio
- Ricardo Petraglia...Gabriel
- Cássia Kis Magro...Inês
- Buza Ferraz...Tenente Pena
- Flávio Antônio...Tenente Antonio Guilherme/"Gui" jovem
- Giulia Gam...Helena
- Lorival Pariz...Coronel Eduardo (creditado como L.Pariz)
- Antônio Petrin...Delegado Fonseca
- Malu Pessin...Governanta
- Willi Bolle...Hans
- Henrique Christensen...André
- Benjamin Cattan...General Monteiro de Barros
- Carlos Koppa...Coronel Xavier de Brito
- Leon Cakoff.... Getúlio Vargas
- Luciano Sabino...Siqueira Campos
- Paulo Seabra...Juarez Távora
- Jayme Del Cueto...Miguel Costa
- Cassiano Ricardo...Luis Carlos Prestes
- Décio Pinto...João Alberto
- George Freire...Eduardo Gomes
- Oswaldo Ávila...General Isidoro
- Camilo Bevilacqua...Newton Prado
- Paulo Drummond...Cordeiro
- Kiko Guerra...Carpenter
- André Ceccato...Otávio Corrêa
- Paulo Gorgulho...Integralista
- Cândido Damm...Hélio Silva
- Rubens Pignatari...Diretor da TWT
- Mauro Padovani...Operário
- Luiz Carlos Buruca...Comunista
- Christiane Tricerri...Repórter
- Josmar Martin...Coronel Rolim
- Ana Kfouri...Olga Prestes
- Djalma Limongi Batista (convidado)
- Guilherme de Almeida Prado (convidado)
- Inácio de Loyola Brandão (convidado)
- Glauco Pinto de Moraes (convidado)
- Conjunto Musical TACC (Participação)

## Principais prêmios e indicações
Festival de Brasília 1987
- Venceu nas categorias de melhor ator (Paulo Autran), melhor roteiro (João Batista de Andrade), melhor direção de arte (Marcos Weinstock), melhor trilha sonora e melhor montagem.

Festival de Cinema de Fortaleza 1987
- Recebeu o Troféu Iracema.

Prêmio Air France 1988
- Venceu na categoria de melhor ator (Paulo Autran).

Rio Cine Festival 1988
- venceu nas categorias de melhor filme, melhor cenografia e melhor edição de som.

Prêmio Governador do Estado de São Paulo 1988
- Venceu nas categorias de melhor roteiro, melhor direção de arte e melhor trilha sonora.